# 현철해
현철해(玄哲海, 1934년 8월 13일~2022년 5월 19일)는 조선민주주의인민공화국의 군인이자 정치인이다. 현철해는 조선민주주의인민공화국 국방위원회 국장 겸 조선로동당 중앙위원회 정치국원, 최고인민회의 제12기 대의원으로 활동했다.

## 경력
1934년 중국 길림성 연길현출생에 한국전쟁 당시에 김일성 호위중대 호위병이었다. 만경대혁명학원, 김책공대를 졸업했으며, 루마니아에 유학하여 루마니아공학대학을 졸업했다. 1968년 조선인민군 소장으로 인민군 총정치국 조직부국장에 올랐으나 곧이어 인민군 대좌로 강등되었다. 1970년 6월 인민군 소장으로써 4군단 정치부장에 재기용되었으며, 1975년 이후 후방군관학교 교장을 역임했다.
1986년 인민군 중장으로 승진하여 인민무력부 후방총국장에 기용되었고, 1991년 12월 당 중앙위 후보위원에 올랐다. 1992년 4월 인민군 상장으로 승진했으며, 1993년 12월 당 중앙위원(제6기 21차회의)으로 선출되었다. 그리고 1995년 10월 인민군 대장으로 승진, 10 인민군 총정치국 조직부국장에 임명되었다. 또한 인민군 총정치국 상무부국장을 거쳐 2010년 5월이후 국방위원회 국장을 맡았다. 2010년 9월, 조선로동당 중앙위원회 위원에 선임되었다.
2012년 4월 11일 열린 조선로동당 제4차당대표자회에서 인민무력부 제1부부장 겸 후방총국장, 당 중앙위원회 정치국원으로 선출되었다.
2013년 5월, 인민무력부 제1부부장에서 물러났다.
다발성 장기부전으로 2022년 5월 19일 사망했다.

## 최고인민회의 대의원
1998년 최고인민회의 제10기 대의원 겸 자격심사위원, 2003년 제11기 대의원을 지냈으며, 2009년 4월이후 제12기 대의원으로 있다.

## 수훈
2012년 2월 김정일훈장을 받았다.

## 기타
1994년 김일성, 1995년 오진우, 2005년 연형묵, 2010년 조명록, 2011년 김정일 사망 당시에 국가 장의위원회 위원을 맡았다.